# 千の夜をこえて
「千の夜をこえて」（せんのよるをこえて）は、Aqua Timezの2枚目のシングル。2006年11月22日にエピックレコードジャパンから発売された。

## 概要
- 前作の「決意の朝に」から約4か月ぶりのシングル。
- 表題曲「千の夜をこえて」には多数のタイアップが付けられた。
  - 東宝系アニメ映画『劇場版BLEACH MEMORIES OF NOBODY』の主題歌。
  - 『音楽戦士 MUSIC FIGHTER』の2006年12月度オープニングテーマ。
  - TOKYO FM『SCHOOL OF LOCK!』内の企画「イブマデ戦隊コクレンジャーg」のイメージソング。
- Music holicの2006年11月度のエンディングテーマ。
- 初回生産限定盤、期間限定盤、通常盤の3種類でのリリース。初回盤と期間限定盤には前作の配信限定シングルである「いつもいっしょ」のプロモーション映像を収録したDVD（初回盤には『BLEACH』の特典映像も収録）と絵柄が異なる書き下ろしワイドキャップステッカーが付いている。また、初回盤には『BLEACH』のフィルム仕様セル画が付き、期間限定盤にはBLEACHカードが付いている。

## セールス成績
オリコンシングルチャートにおいて、初登場5位を記録。11月発売で、前作のようなチャートの下落を見せていたが、その後1か月で発売された「風をあつめて」の影響もあり、12月下旬からチャートを再び上昇し、2007年1月15日付ランキングにて初動週以来のトップ10入りとなる8位を記録した。
2007年になっても売上を伸ばした。発売して2か月以上経ってのこのアクションは、異例であった（紅白の影響ならば、紅白で演奏した「決意の朝に」が上昇するはずであり、アルバムの影響もあるが、収録曲がすべてアルバムに収録されている為、通常のこの時期の例には当てはまらない）。
配信ではロングヒットとなり、配信開始から7年半後の2014年4月度に日本レコード協会より（着うたフル+PC配信）での100万DLが認定された。

## テレビ出演
- この曲でNHKの音楽番組『ポップジャム』に初登場。
- テレビ朝日系列の音楽番組『ミュージックステーション』では、前作のシングル「決意の朝に」に続いて2度同楽曲（リリース週に出演し、翌年にも再出演）を演奏した。

その他、多くの音楽番組に出演。

## 収録曲

### CD
1. 千の夜をこえて [4:50]
東宝系アニメ映画『劇場版BLEACH MEMORIES OF NOBODY』の主題歌
葛藤などの消えない感情を全て乗り越えて、"想いを伝える勇気"を込めた楽曲に仕上がっている[2]。
JOYSOUNDが2007年1月1日〜11月30日の間に集計した2007年のカラオケランキングでは10位を記録した[3]。
2. 千の夜をこえて（Instrumental Mix）  [4:52]

### DVD（初回生産限定盤のみ）
1. いつもいっしょ(MV)
2. 劇場版『BLEACH』予告編 「千の夜をこえて」version

### DVD（期間生産限定盤のみ）
1. いつもいっしょ(MV)

## カバー
- 美吉田月（2008年、カバーアルバム『pure flavor #2〜key of love〜』に収録）
- 朽木白夜（置鮎龍太郎）・阿散井恋次（伊藤健太郎）（2010年、『ブリコン 〜BLEACH CONCEPT COVERS〜』に収録）
- miccie（2016年、ミニアルバム『1st Diary』に収録）
- NOA（2017年、アルバム『Supple』に収録）